# Marcos Chaves
Marcos Quelhas Moreira Chaves (Rio de Janeiro, 18 de janeiro de 1961) é um artista visual e arquiteto brasileiro. É formado em arquitetura e urbanismo pela Universidade Santa Úrsula, onde teve aulas com Lygia Pape, e cursou a Escola de Artes Visuais do Parque Lage e o Bloco Escola, do Museu de Arte Moderna do Rio de Janeiro, em que teve aulas de pintura com Rubens Gerchman. No ano de 1984, viveu em Milão, onde foi assistente de Antonio Dias. Participou da Bienal Internacional de São Paulo, da Bienal de Veneza e da Bienal do Mercosul. Sua obra integra coleções como a do Museu de Arte Moderna do Rio de Janeiro e a do Centro per l'arte contemporanea Luigi Pecci.